# Peter I. (Savoyen)

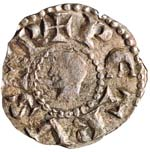
Münze (Denaro Segusino) von Peter I.

Peter I. von Savoyen (* um 1048; † 1078) war Graf von Savoyen und Markgraf von Turin.
Er war der älteste Sohn des Grafen Otto von Savoyen. 
Er stand unter starkem Einfluss seiner Mutter Adelheid von Turin und heiratete Agnes von Poitou († 1089), vermutlich Tochter von Wilhelm VII. von Aquitanien und Witwe von Ramiro I. von Aragón.
Dieser Ehe entsprangen zwei Kinder: 
- Alix († 1111), ⚭ Bonifatius I. († 1130), Markgraf von Vasto-Saluzzo
- Agnes, nach 1110 Nonne, ⚭ Friedrich († 1091/92), Herr von Lützelburg, Markgraf von Susa (Haus Scarponnois)

Nach seinem Tode 1078 wurde sein jüngerer Bruder Amadeus Graf von Savoyen.